# Hemiptarsenus
Hemiptarsenus is een geslacht van vliesvleugeligen uit de familie Eulophidae. De wetenschappelijke naam van dit geslacht is voor het eerst geldig gepubliceerd in 1833 door John Obadiah Westwood.

## Soorten
Het geslacht Hemiptarsenus omvat de volgende soorten:
- Hemiptarsenus aditus Narendran, 2011
- Hemiptarsenus ainsliei (Crawford, 1912)
- Hemiptarsenus albens Delucchi, 1962
- Hemiptarsenus americanus (Girault, 1916)
- Hemiptarsenus banati Narendran, 2011
- Hemiptarsenus brevipennis Erdös, 1951
- Hemiptarsenus calavius (Walker, 1847)
- Hemiptarsenus carolinensis Yoshimoto & Ishii, 1965
- Hemiptarsenus collaris (Ashmead, 1904)
- Hemiptarsenus effarkhani Narendran, 2011
- Hemiptarsenus fulvicollis Westwood, 1833
- Hemiptarsenus indicus Khan, 1985
- Hemiptarsenus khlopunovi Storozheva, 1989
- Hemiptarsenus laeviscutellum Mercet, 1947
- Hemiptarsenus longifasciata (Girault, 1917)
- Hemiptarsenus meromyzae (Gahan, 1917)
- Hemiptarsenus nevadensis (Girault, 1917)
- Hemiptarsenus nuperus Narendran, 2011
- Hemiptarsenus olaticus Narendran, 2011
- Hemiptarsenus orizae Narendran, 2011
- Hemiptarsenus ornatus (Nees, 1834)
- Hemiptarsenus palustris Erdös, 1954
- Hemiptarsenus petiolatus (Szelényi, 1981)
- Hemiptarsenus strigiscuta Zhu, LaSalle & Huang, 2000
- Hemiptarsenus unguicellus (Zetterstedt, 1838)
- Hemiptarsenus varicornis (Girault, 1913)
- Hemiptarsenus wailesellae Nowicki, 1929
- Hemiptarsenus waterhousii Westwood, 1833
- Hemiptarsenus zilahisebessi Erdös, 1951